# 内池館
内池館（うちいけやかた）は、長野県下水内郡栄村志久見にあった日本の城。別名市河氏館、志久見館。市河氏の本拠地として知られる。

## 概要
志久見郷を平安末期に治めていたのは中野氏であり、鎌倉時代に入っても4代にわたって中野氏の統治が続いた。しかし、袈裟御前が所領を持参して市河重房の後妻として嫁ぎ、文永9年（1272年）に地頭職を重房の先妻の子、市河盛房に譲った。袈裟が死去したのち、志久見郷をめぐって中野氏と市河氏が争い、市河氏が勝利したことで同地は市河氏の支配下となっている。
内池館に関しては、館の形状が連郭式で郭内部がいくつかの土塁によって細かく区切られている構造から中世前期以降のものと思われる。しかし、内池館より下位の段丘の川沿にある志久見集落にも「殿やしき」「北のやしき」「元かじや」等の地名が残っていることから、同地にも居館があったことが推定されている。防御の面では南北朝時代に敵方であった新田氏に対する備えとして内池館の位置が適切であるため南北朝時代には市河氏が内池館に居住していたであろうと推定されるが、鎌倉時代以前は不明とされている。
戦国時代初期に山城をもつ箕作館に移転したと推定する資料も存在している。
昭和44年（1969年）に発見された市河氏の末裔が所蔵する市河家文書に含まれる弘治3年（1557年）付武田晴信書状には、「山本菅介」が使者としてこの地に赴いたことが記されており、武田氏の伝説的軍師である山本勘助の実在性を示す可能性のある文書として注目されている。平成19年（2007年）NHK大河ドラマ風林火山の第32回「越後潜入」の「風林火山紀行」で市河氏館跡碑として紹介された。

## 遺構
石碑があるほか、「堀ノ上」「堀ノ端」「堀ノ外」「タテ」「タテ尻」「タテ道マタキ」「八幡沖」「馬廻リ」「遠見」「廿日石（廿日市）」等の小字が残る。かつては土塁や堀が残っていたが、水田となって消滅している。